# European Le Mans Series 2016
Navigation
Édition précédente Édition suivante
L'European Le Mans Series 2016 (ELMS) est la treizième saison de ce championnat et se déroule du 13 avril au 29 octobre 2016 sur un total de six manches.
Chaque manche se déroule sur une durée de 4 heures.

## Repères de débuts de saison
La catégorie GTC, pour les GT3, a été abandonnée en raison d'un manque d'inscriptions et de la création de la Michelin Le Mans Cup.

## Calendrier
| N° | Date         | Nom de la Course          | Durée    | Circuit                       | Lieu          | État, Pays              |
| -- | ------------ | ------------------------- | -------- | ----------------------------- | ------------- | ----------------------- |
| 1  | 16 avril     | 4 Heures de Silverstone   | 4 heures | Circuit de Silverstone        | Silverstone   | Angleterre, Royaume-Uni |
| 2  | 15 mai       | 4 Heures d'Imola          | 4 heures | Autodromo Enzo e Dino Ferrari | Imola         | Italie                  |
| 3  | 17 juillet   | 4 Heures du Red Bull Ring | 4 heures | Red Bull Ring                 | Spielberg     | Autriche                |
| 4  | 28 août      | 4 Heures du Castellet     | 4 heures | Circuit Paul Ricard           | Le Castellet  | France                  |
| 5  | 25 septembre | 4 Heures de Spa           | 4 heures | Circuit de Spa-Francorchamps  | Francorchamps | Belgique                |
| 6  | 23 octobre   | 4 Heures d'Estoril        | 4 heures | Circuit d'Estoril             | Estoril       | Portugal                |

## Engagés
La liste des engagés a été annoncée le 4 février 2016.

### LMP2
| 21 |                               | DragonSpeed                | Oreca 05,           | Nissan VK45DE 4.5 L V8 | D | Ben Hanley, (Toutes)         | Henrik Hedman (Toutes)       | Nicolas Lapierre (Toutes)   |
| 22 |                               | SO24! By Lombard Racing    | Ligier JS P2,       | Judd HK 3.6 L V8       | D | Vincent Capillaire (1-2)     | Olivier Lombard (1-2)        | Jonathan Coleman (1-2)      |
| 23 |                               | Panis-Barthez Compétition, | Ligier JS P2        | Nissan VK45DE 4.5 L V8 | M | Fabien Barthez (Toutes)      | Timothé Buret (Toutes)       | Paul-Loup Chatin (Toutes)   |
| 25 |                               | Algarve Pro Racing         | Ligier JS P2        | Nissan VK45DE 4.5 L V8 | D | Michael Munemann (1–3, 5)    | Parth Ghorpade (1-2)         | Chris Hoy (1-2)             |
| 25 | Jonathan Hirschi{{\|,}} (3-5) | Algarve Pro Racing         | Ligier JS P2        | Nissan VK45DE 4.5 L V8 | D | Andrea Pizzitola (3-5)       | Andrea Roda (4)              |                             |
| 28 |                               | IDEC Sport Racing          | Ligier JS P2        | Judd HK 3.6 L V8       | M | Dimitri Enjalbert (1–2, 4–6) | Patrice Lafargue (1–2, 4–6)  | Paul Lafargue (1–2, 4–6)    |
| 29 |                               | Pegasus Racing             | Morgan LMP2         | Nissan VK45DE 4.5 L V8 | M | Léo Roussel (Toutes)         | Inès Taittinger (Toutes)     | Rémy Striebig (1–5)         |
| 29 | Julien Schell (6)             | Pegasus Racing             | Morgan LMP2         | Nissan VK45DE 4.5 L V8 | M |                              |                              |                             |
| 32 |                               | SMP Racing                 | BR Engineering BR01 | Nissan VK45DE 4.5 L V8 | D | Stefano Coletti (Toutes)     | Julián Leal (Toutes)         | Andreas Wirth (en) (1-4)    |
| 32 | Vitaly Petrov (5–6)           | SMP Racing                 | BR Engineering BR01 | Nissan VK45DE 4.5 L V8 | D |                              |                              |                             |
| 33 |                               | Eurasia Motorsport         | Oreca 05            | Nissan VK45DE 4.5 L V8 | D | Tristan Gommendy (Toutes)    | Nick de Bruijn (1–5)         | Pu Jun Jin (en) (1–5)       |
| 33 | Michael Lyons (6)             | Eurasia Motorsport         | Oreca 05            | Nissan VK45DE 4.5 L V8 | D | Frédéric Vervisch (6)        |                              |                             |
| 34 |                               | Race Performance           | Oreca 03R           | Judd HK 3.6 L V8       | D | Nicolas Leutwiler (1–2)      | James Winslow (1–2)          | Franck Mailleux (1)         |
| 34 | Shinji Nakano (2)             | Race Performance           | Oreca 03R           | Judd HK 3.6 L V8       | D |                              |                              |                             |
| 38 |                               | G-Drive Racing             | Gibson 015S         | Nissan VK45DE 4.5 L V8 | D | Simon Dolan (Toutes)         | Giedo van der Garde (Toutes) | Harry Tincknell (Toutes)    |
| 40 |                               | Krohn Racing               | Ligier JS P2        | Nissan VK45DE 4.5 L V8 | M | Niclas Jönsson (Toutes)      | Björn Wirdheim (1–2)         | Tracy Krohn (1, 3–5)        |
| 40 | Olivier Pla (2-6)             | Krohn Racing               | Ligier JS P2        | Nissan VK45DE 4.5 L V8 | M |                              |                              |                             |
| 41 |                               | Greaves Motorsport         | Ligier JS P2        | Nissan VK45DE 4.5 L V8 | D | Julien Canal (Toutes)        | Memo Rojas (Toutes)          | Kuba Giermaziak (en), (1–2) |
| 41 | Nathanaël Berthon (3–6)       | Greaves Motorsport         | Ligier JS P2        | Nissan VK45DE 4.5 L V8 | D |                              |                              |                             |
| 44 |                               | SMP Racing                 | BR Engineering BR01 | Nissan VK45DE 4.5 L V8 | D | Mitch Evans (1)              | Sean Gelael (1)              | Antonio Giovinazzi (1)      |
| 46 |                               | Thiriet by TDS Racing      | Oreca 05            | Nissan VK45DE 4.5 L V8 | D | Mathias Beche (Toutes)       | Pierre Thiriet (Toutes)      | Ryō Hirakawa (1–3, 5–6)     |
| 46 | Mike Conway (4)               | Thiriet by TDS Racing      | Oreca 05            | Nissan VK45DE 4.5 L V8 | D |                              |                              |                             |
| 47 |                               | Team WRT                   | Ligier JS P2        | Judd HK 3.6 L V8       | D | Will Stevens (5)             | Dries Vanthoor (5)           | Laurens Vanthoor (5)        |
| 48 |                               | Murphy Prototypes          | Oreca 03R           | Nissan VK45DE 4.5 L V8 | D | Sean Doyle (1-5)             | Shaun Balfe (en) (1)         | Damien Faulkner (1)         |
| 48 | Gary Findlay (2, 5)           | Murphy Prototypes          | Oreca 03R           | Nissan VK45DE 4.5 L V8 | D | Patrick McClughan (2)        | Gugliemo Belotti (3)         |                             |
| 48 | Karun Chandhok (3)            | Murphy Prototypes          | Oreca 03R           | Nissan VK45DE 4.5 L V8 | D | Kevin Ceccon (en) (4)        | Jonathan Coleman (4)         |                             |
| 48 | Bruno Bonifacio (en) (5)      | Murphy Prototypes          | Oreca 03R           | Nissan VK45DE 4.5 L V8 | D |                              |                              |                             |

### LMP3
Toutes les voitures ont un moteur Nissan VK50VE 5.0 L V8 Atmo et sont chaussées de pneumatiques Michelin.
| 2  |                       | United Autosports         | Ligier JS P3,      | Alex Brundle (Toutes)       | Mike Guasch (Toutes)          | Christian England (Toutes)  |
| 3  |                       | United Autosports         | Ligier JS P3,      | Matthew Bell (Toutes)       | Wayne Boyd (Toutes)           | Mark Patterson (Toutes)     |
| 4  |                       | OAK Racing                | Ligier JS P3       | Erik Maris (Toutes)         | Jean-Marc Merlin (1–4, 6)     | Carlos Tavares (5)          |
| 5  |                       | By Speed Factory          | Ligier JS P3       | Tom Jackson (1–4)           | Álvaro Fontes (1-2)           | Jesús Fuster (1-2)          |
| 5  | Alain Costa (3–4)     | By Speed Factory          | Ligier JS P3       | John Hartshorne (4)         | Kevin O'Hara (5)              |                             |
| 5  | Daniel Polley (5)     | By Speed Factory          | Ligier JS P3       | Kim Rødkjær (5)             |                               |                             |
| 6  |                       | 360 Racing                | Ligier JS P3       | Ross Kaiser (Toutes)        | James Swift (Toutes)          | Terrence Woodward (Toutes)  |
| 7  |                       | Villorba Corse            | Ligier JS P3       | Roberto Lacorte (Toutes)    | Giorgio Sernagiotto (Toutes)  | Niccolò Schirò (en) (1–3)   |
| 8  |                       | Race Performance          | Ligier JS P3       | Bert Longin (Toutes)        | Giorgio Maggi (Toutes)        | Marcello Marateotto (1–5)   |
| 8  | Nicolas Leutwiler (6) | Race Performance          | Ligier JS P3       |                             |                               |                             |
| 9  |                       | Graff                     | Ligier JS P3       | Paul Petit (Toutes)         | Eric Trouillet (Toutes)       | Enzo Guibbert (1–2, 4–6)    |
| 9  | James Winslow (3)     | Graff                     | Ligier JS P3       |                             |                               |                             |
| 10 |                       | Graff                     | Ligier JS P3       | John Falb (Toutes)          | Enzo Potolicchio (Toutes)     | Sean Rayhall (Toutes)       |
| 11 |                       | Eurointernational         | Ligier JS P3       | Giorgio Mondini (1–4, 6)    | Marco Jacoboni (1–4)          | Andrea Roda (1–2)           |
| 11 | Jay Palmer (6)        | Eurointernational         | Ligier JS P3       |                             |                               |                             |
| 12 |                       | Eurointernational         | Ligier JS P3       | Andrea Dromedari (2–4, 6)   | Fabio Mancini (2–3)           | Roman Rusinov (2–3)         |
| 12 | Rik Breukers (4, 6)   | Eurointernational         | Ligier JS P3       | Miguel Faisca (6)           |                               |                             |
| 13 |                       | Inter Europol Competition | Ligier JS P3       | Jens Petersen (Toutes)      | Jakub Śmiechowski (Toutes)    |                             |
| 14 |                       | Murphy Prototypes         | Ginetta-Juno P3-15 | Tony Ave (en) (1)           | Michael Cullen (1)            | Doug Peterson (1)           |
| 14 | Ligier JS P3          | Murphy Prototypes         | Barrie Baxte (2)   | Rob Garofall (2)            | Alex Kapadia (2)              |                             |
| 15 |                       | RLR Msport                | Ligier JS P3       | Morten Dons (en) (Toutes)   | Ossy Yusuf (1–2)              | Ross Warburton (3–4)        |
| 15 | John Hartshorne (3)   | RLR Msport                | Ligier JS P3       | Tony Wells (4–6)            | Alasdair McCaig (5–6)         |                             |
| 16 |                       | Panis-Barthez Compétition | Ligier JS P3       | Éric Debard (Toutes)        | Simon Gachet (Toutes)         | Valentin Moineault (Toutes) |
| 17 |                       | Ultimate                  | Ligier JS P3       | François Hériau (Toutes)    | Jean-Baptiste Lahaye (Toutes) | Matthieu Lahaye (Toutes)    |
| 18 |                       | M.Racing - YMR            | Ligier JS P3       | Alexandre Cougnaud (Toutes) | Yann Ehrlacher (Toutes)       | Thomas Laurent (Toutes)     |
| 19 |                       | Duqueine Engineering      | Ligier JS P3       | David Hallyday, (Toutes)    | Dino Lunardi (Toutes)         | David Droux (2–6)           |
| 20 |                       | Duqueine Engineering      | Ligier JS P3       | Eric Clement (Toutes)       | Maxime Pialat (Toutes)        | Romain Iannetta (1-2)       |
| 20 | Antonin Borga (3–6)   | Duqueine Engineering      | Ligier JS P3       |                             |                               |                             |
| 24 |                       | OAK Racing                | Ligier JS P3       | Jacques Nicolet (Toutes)    | Pierre Nicolet (Toutes)       |                             |
| 26 |                       | Tockwith Motorsports      | Ligier JS P3       | Phil Hanson (4–5)           | Nigel Moore (4–5)             |                             |

### GTE
Tous les voitures sont chaussés de pneumatiques Dunlop.
| 51 |                         | AF Corse            | Ferrari 458 Italia GT2      | Rui Águas (Toutes)             | Marco Cioci (Toutes)               | Piergiuseppe Perazzini (Toutes)    |
| 55 |                         | AF Corse            | Ferrari 458 Italia GT2      | Duncan Cameron (Toutes)        | Matt Griffin (Toutes)              | Aaron Scott (Toutes)               |
| 56 |                         | AT Racing           | Ferrari 458 Italia GT2      | Alessandro Pier Guidi (Toutes) | Alexander Talkanitsa, Jr. (Toutes) | Alexander Talkanitsa, Sr. (Toutes) |
| 60 |                         | Formula Racing      | Ferrari 458 Italia GT2      | Johnny Laursen (Toutes)        | Mikkel Mac (Toutes)                | Christina Nielsen (1–3, 5–6)       |
| 60 | Mikkel Jensen (4)       | Formula Racing      | Ferrari 458 Italia GT2      |                                |                                    |                                    |
| 66 |                         | JMW Motorsport      | Ferrari 458 Italia GT2      | Andrea Bertolini (Toutes)      | Rory Butcher (en) (Toutes)         | Robert Smith (Toutes)              |
| 77 |                         | Proton Competition  | Porsche 911 RSR (991)       | Mike Hedlund (Toutes)          | Wolf Henzler (Toutes)              | Marco Seefried (1, 3–6)            |
| 77 | Robert Renauer (de) (2) | Proton Competition  | Porsche 911 RSR (991)       |                                |                                    |                                    |
| 88 |                         | Proton Competition  | Porsche 911 RSR (991)       | Gianluca Roda (Toutes)         | Christian Ried (Toutes)            | Richard Lietz (1)                  |
| 88 | Klaus Bachler (2)       | Proton Competition  | Porsche 911 RSR (991)       | Matteo Cairoli (3, 5)          | David Jahn (4)                     |                                    |
| 88 | Ben Barker (6)          | Proton Competition  | Porsche 911 RSR (991)       |                                |                                    |                                    |
| 96 |                         | Aston Martin Racing | Aston Martin V8 Vantage GTE | Roald Goethe (1)               | Stuart Hall (1)                    | Richie Stanaway (1)                |
| 99 |                         | Aston Martin Racing | Aston Martin V8 Vantage GTE | Andrew Howard (Toutes)         | Alex MacDowall (Toutes)            | Darren Turner (Toutes)             |

### Voiture innovante
| Équipe              | Voiture     | Moteur                 | Pneus | No. | Pilotes             |
| ------------------- | ----------- | ---------------------- | ----- | --- | ------------------- |
| SRT41 by OAK Racing | Morgan LMP2 | Nissan VK45DE 4.5 L V8 | M     | 84  | Jean-Bernard Bouvet |
| SRT41 by OAK Racing | Morgan LMP2 | Nissan VK45DE 4.5 L V8 | M     | 84  | Frédéric Sausset    |
| SRT41 by OAK Racing | Morgan LMP2 | Nissan VK45DE 4.5 L V8 | M     | 84  | Christophe Tinseau  |

## Résumé

### 4 Heures de Silverstone

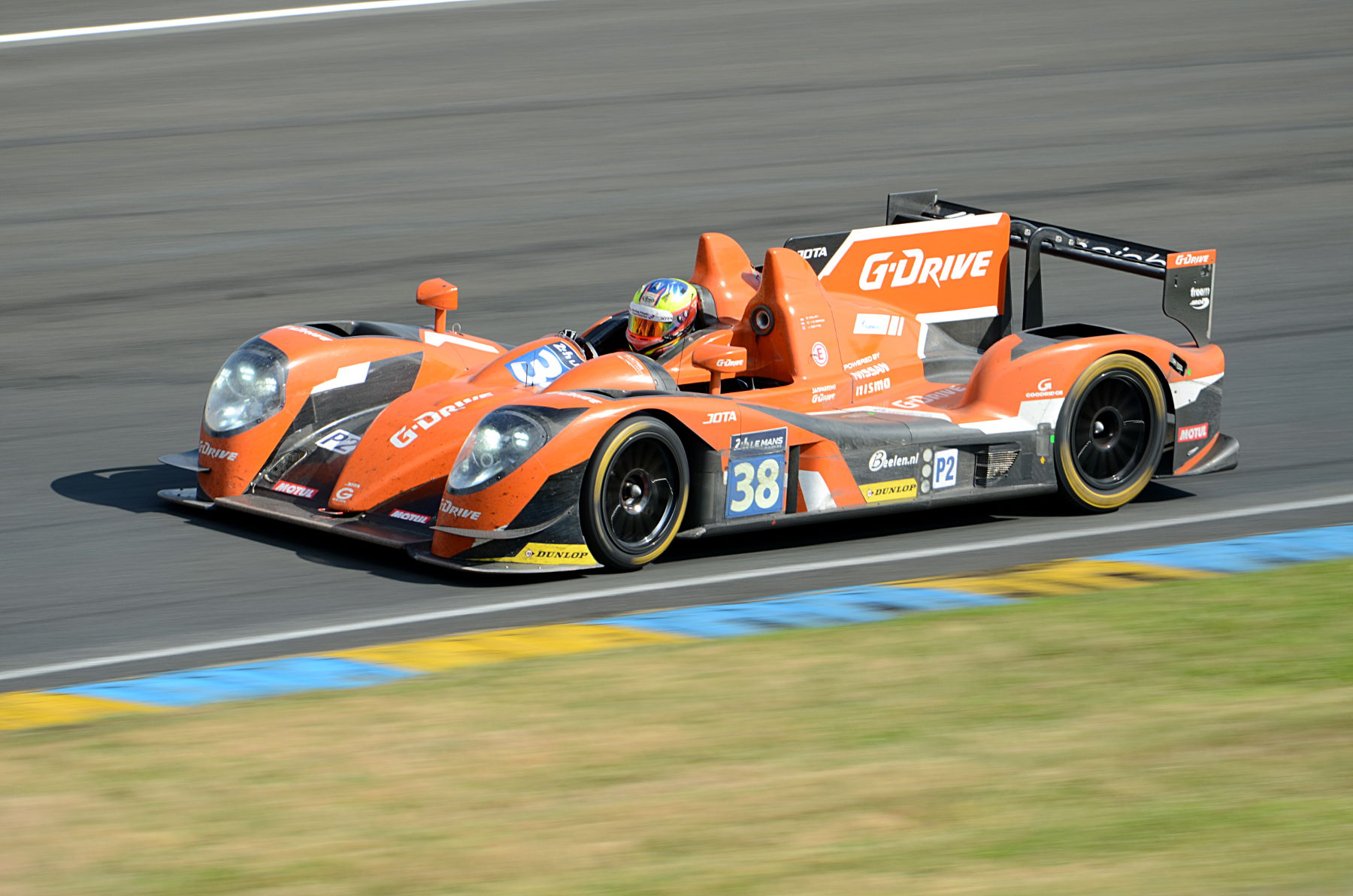
La Gibson 015S de l'écurie G-Drive Racing

La catégorie LMP2 et le classement général des 4 Heures de Silverstone ont été remportés par la Gibson 015S de l'écurie G-Drive Racing et pilotée par Simon Dolan, Giedo van der Garde et Harry Tincknell.
La catégorie LMP3 a été remportée par la Ligier JS P3 de l'écurie United Autosports et pilotée par Alex Brundle, Mike Guasch et Christian England.
La catégorie GTE a été remportée par l'Aston Martin Vantage GTE de l'écurie Aston Martin Racing et pilotée par Andrew Howard, Darren Turner et Alex MacDowall.

### 4 Heures d'Imola

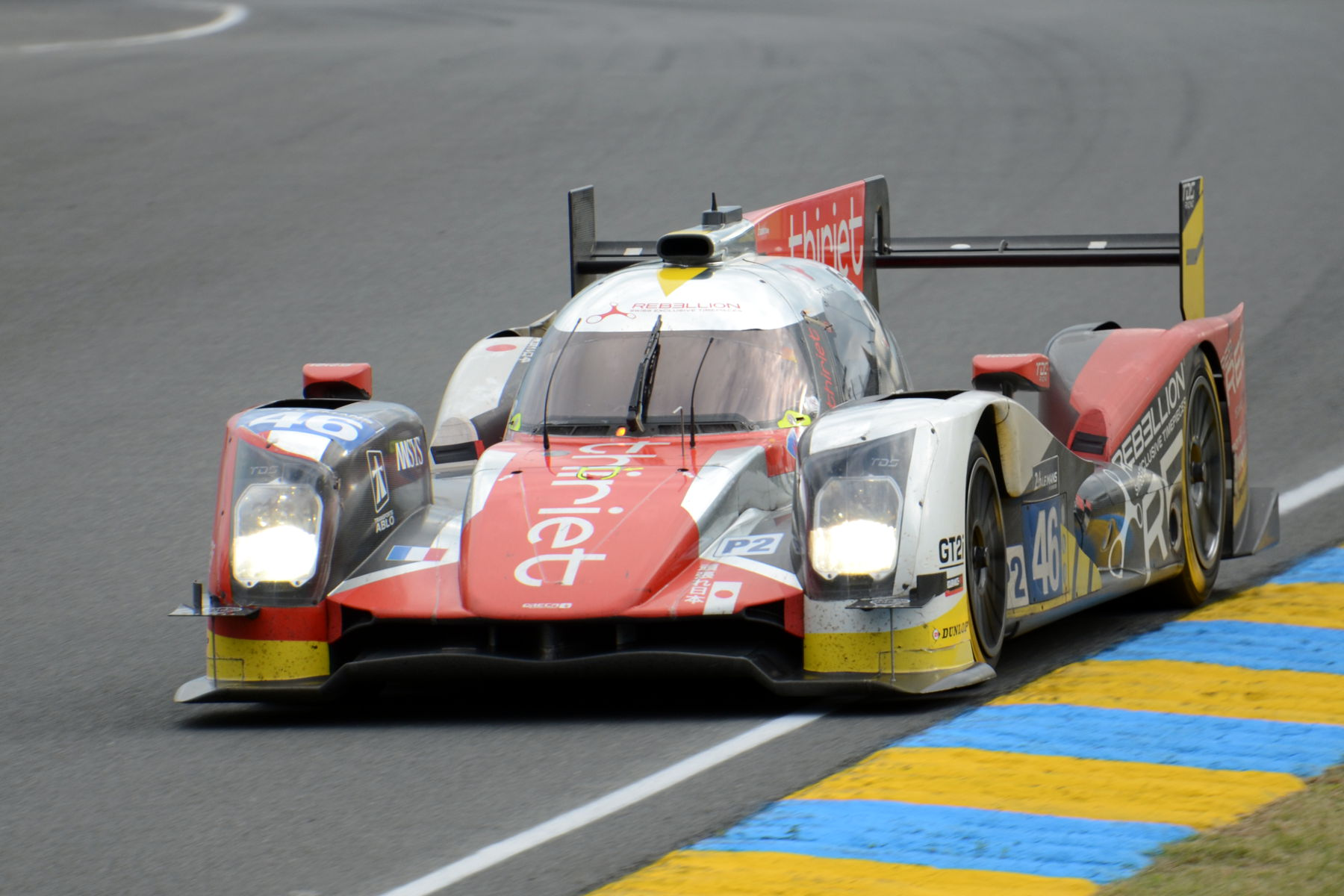
L'Oreca 05 l'écurie Thiriet by TDS Racing

La catégorie LMP2 et le classement général des 4 Heures de Monza ont été remportés par l'Oreca 05 de l'écurie Thiriet by TDS Racing et pilotée par Pierre Thiriet, Mathias Beche et Ryō Hirakawa.
La catégorie LMP3 a été remportée par la Ligier JS P3 de l'écurie United Autosports et pilotée par Alex Brundle, Mike Guasch et Christian England.
La catégorie GTE a été remportée par la Porsche 911 RSR de l'écurie Proton Competition et pilotée par Mike Hedlund, Wolf Henzler et Robert Renauer (de).

### 4 Heures du Red Bull Ring

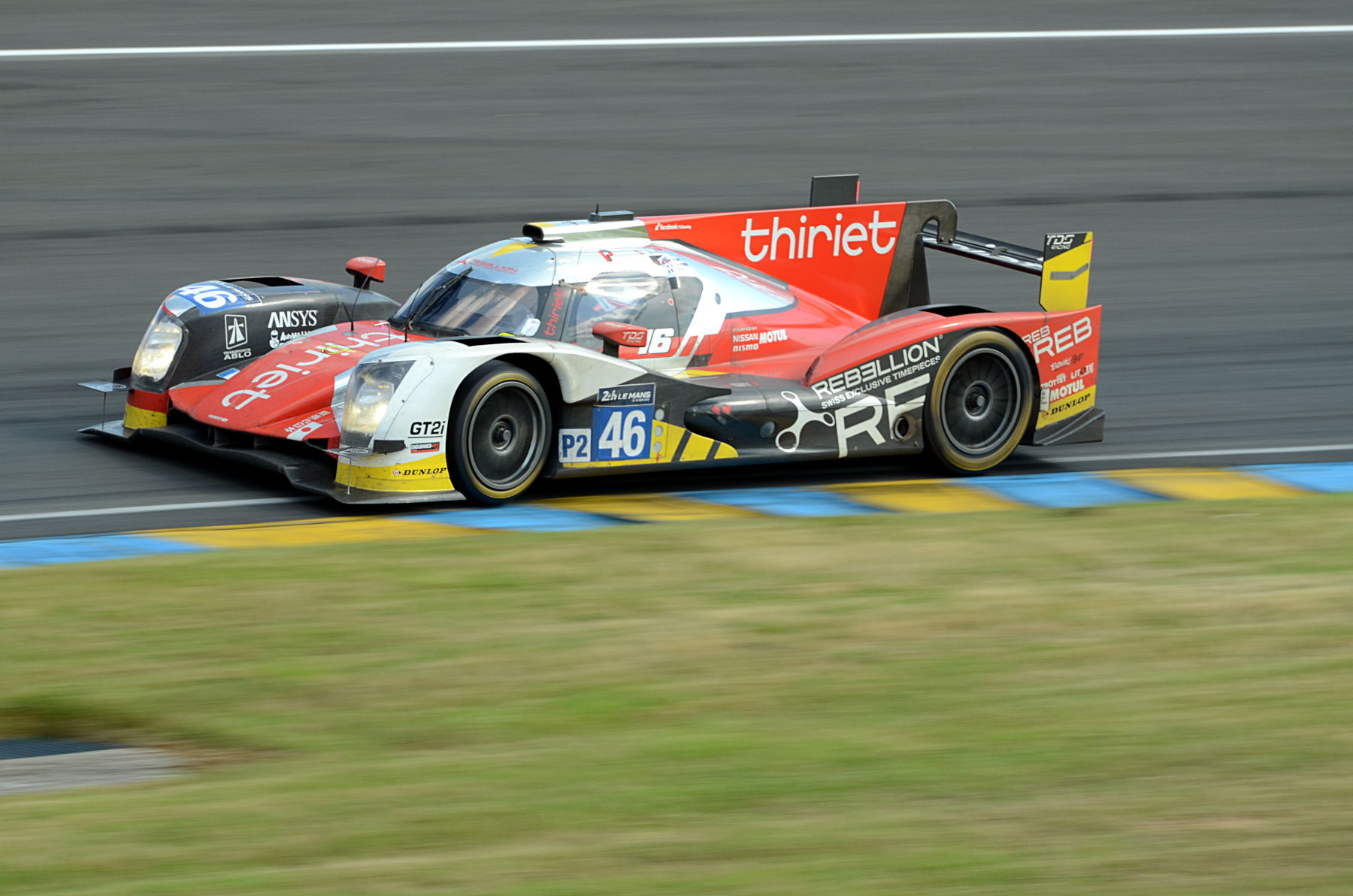
L'Oreca 05 de l'écurie Thiriet par TDS Racing

La catégorie LMP2 et le classement général des 4 Heures du Red Bull Ring ont été remportés par l'Oreca 05 de l'écurie Thiriet by TDS Racing et pilotée par Pierre Thiriet, Mathias Beche et Ryō Hirakawa.
La catégorie LMP3 a été remportée par la Ligier JS P3 de l'écurie United Autosports et pilotée par Alex Brundle, Mike Guasch et Christian England.
La catégorie GTE a été remportée par la Ferrari 458 Italia GT2 de l'écurie JMW Motorsport et pilotée par Robert Smith, Rory Butcher (en) et Andrea Bertolini.

### 4 Heures du Castellet

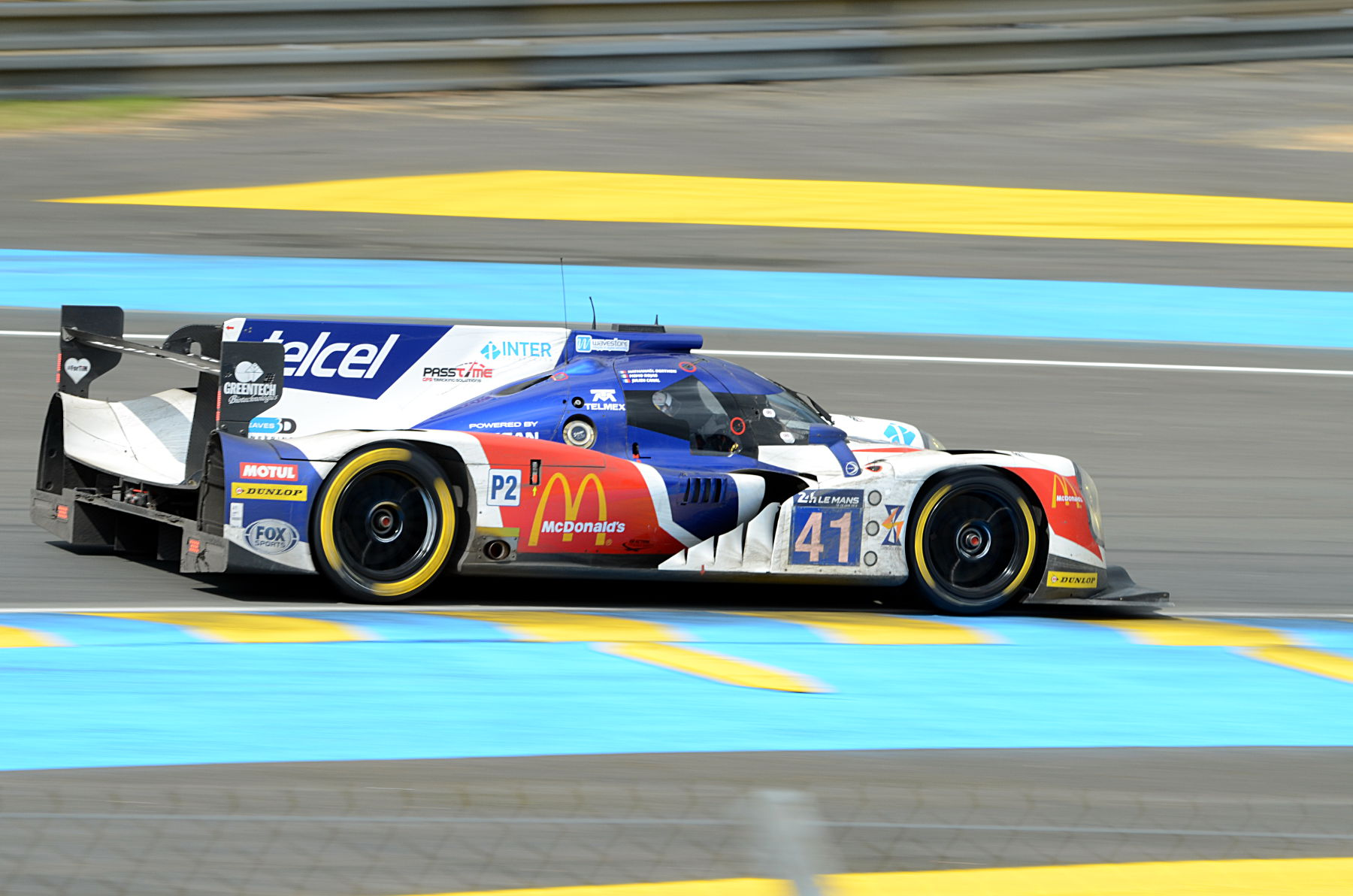
La Ligier JS P2 de l'écurie Greaves Motorsport

La catégorie LMP2 et le classement général des 4 Heures du Castellet ont été remportés par l'Oreca 05 de l'écurie Thiriet by TDS Racing et pilotée par Pierre Thiriet, Mathias Beche et Mike Conway.
La catégorie LMP3 a été remportée par la Ligier JS P3 de l'écurie Graff et pilotée par Eric Trouillet, Paul Petit et Enzo Guibbert.
La catégorie GTE a été remportée par la Ferrari 458 Italia GT2 de l'écurie JMW Motorsport et pilotée par Robert Smith, Rory Butcher (en) et Andrea Bertolini.

### 4 Heures de Spa-Francorchamps

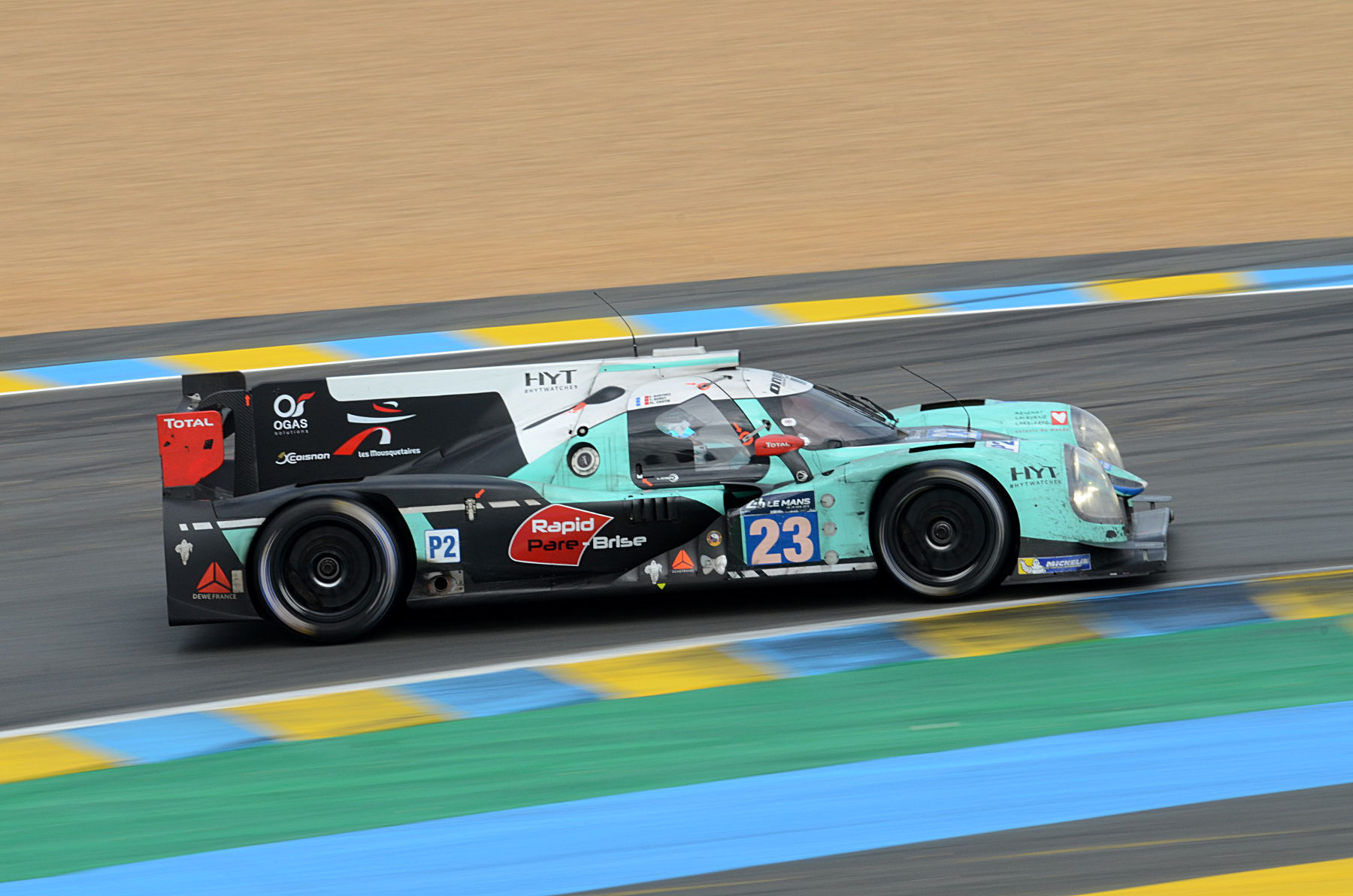
La Ligier JS P2 l'écurie Panis-Barthez Compétition

La catégorie LMP2 et le classement général des 4 Heures de Silverstone ont été remportés par l'Oreca 05 de l'écurie DragonSpeed et pilotée par Henrik Hedman, Nicolas Lapierre et Ben Hanley.
La catégorie LMP3 a été remportée par la Ligier JS P3 de l'écurie Graff et pilotée par Eric Trouillet, Paul Petit et Enzo Guibbert.
La catégorie GTE a été remportée par la Ferrari 458 Italia GT2 de l'écurie JMW Motorsport et pilotée par Robert Smith, Rory Butcher (en) et Andrea Bertolini.

### 4 Heures d'Estoril

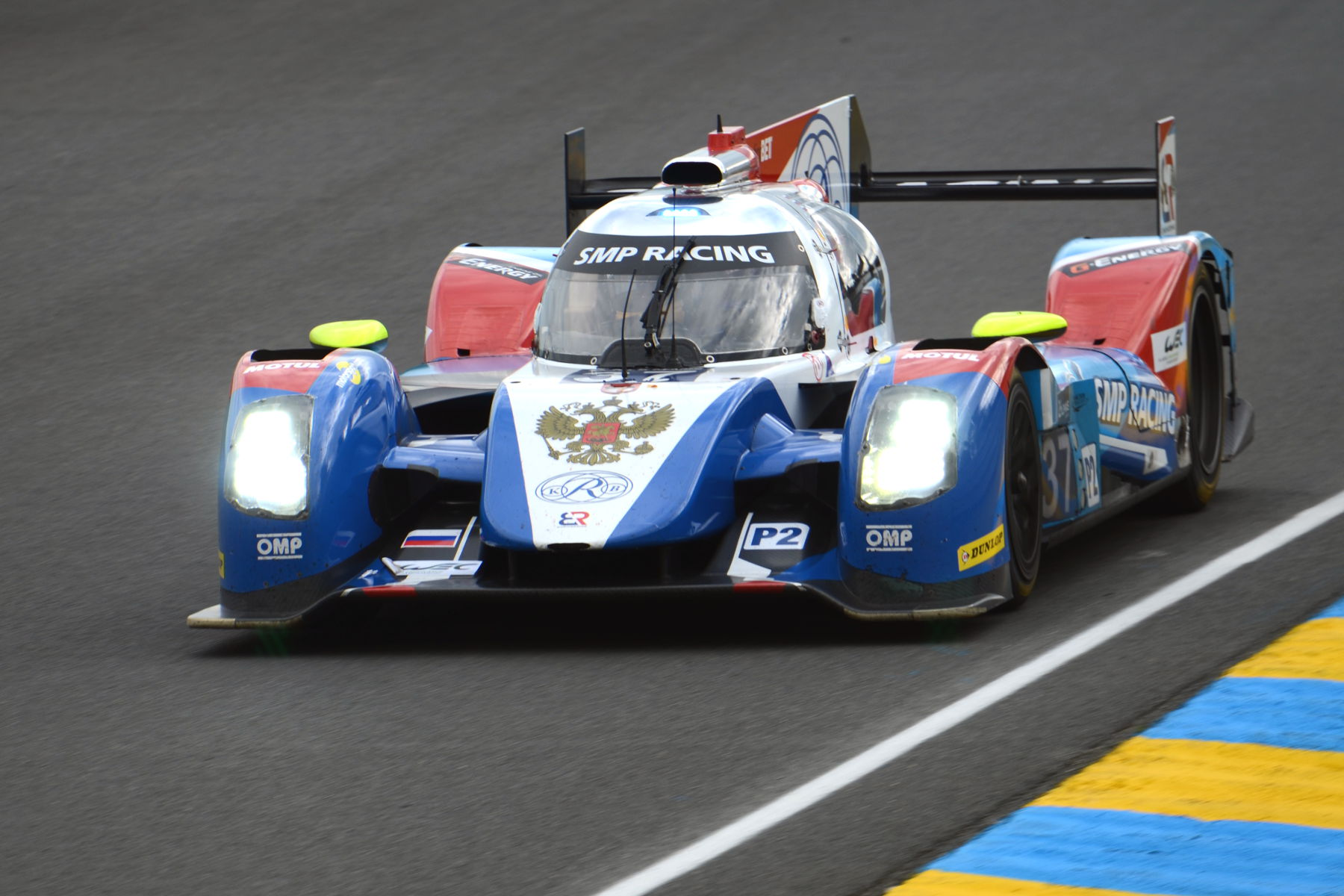
La BR Engineering BR01 de l'écurie SMP Racing

La catégorie LMP2 et le classement général des 4 Heures de Silverstone ont été remportés par la Gibson 015S de l'écurie G-Drive Racing et pilotée par Simon Dolan, Giedo van der Garde et Harry Tincknell.
La catégorie LMP3 a été remportée par la Ligier JS P3 de l'écurie M.Racing - YMR et pilotée par Thomas Laurent, Yann Ehrlacher et Alexandre Cougnaud.
La catégorie GTE a été remportée par l'Aston Martin Vantage GTE de l'écurie Aston Martin Racing et pilotée par Andrew Howard, Darren Turner et Alex MacDowall.

## Résultats
| N° | Course                    | Équipe victorieuse LMP2                         | Équipe victorieuse LMP3                          | Équipe victorieuse GTE                          | Résultats |
| N° | Course                    | Pilotes victorieux LMP2                         | Pilotes victorieux LMP3                          | Pilotes victorieux GTE                          | Résultats |
| -- | ------------------------- | ----------------------------------------------- | ------------------------------------------------ | ----------------------------------------------- | --------- |
| 1  | 4 Heures de Silverstone   | G-Drive Racing                                  | United Autosports                                | Aston Martin Racing                             | Résultats |
| 1  | 4 Heures de Silverstone   | Simon Dolan Giedo van der Garde Harry Tincknell | Alex Brundle Mike Guasch Christian England       | Andrew Howard Alex MacDowall Darren Turner      | Résultats |
| 2  | 4 Heures d'Imola          | Thiriet by TDS Racing                           | United Autosports                                | Proton Competition                              | Résultats |
| 2  | 4 Heures d'Imola          | Mathias Beche Ryō Hirakawa Pierre Thiriet       | Alex Brundle Mike Guasch Christian England       | Mike Hedlund Wolf Henzler Robert Renauer (de)   | Résultats |
| 3  | 4 Heures du Red Bull Ring | Thiriet by TDS Racing                           | United Autosports                                | JMW Motorsport                                  | Résultats |
| 3  | 4 Heures du Red Bull Ring | Mathias Beche Ryō Hirakawa Pierre Thiriet       | Alex Brundle Mike Guasch Christian England       | Andrea Bertolini Rory Butcher (en) Robert Smith | Résultats |
| 4  | 4 Heures du Castellet     | Thiriet by TDS Racing                           | Graff                                            | JMW Motorsport                                  | Résultats |
| 4  | 4 Heures du Castellet     | Mathias Beche Mike Conway Pierre Thiriet        | Eric Trouillet Paul Petit Enzo Guibbert          | Andrea Bertolini Rory Butcher (en) Robert Smith | Résultats |
| 5  | 4 Heures de Spa           | DragonSpeed                                     | Graff                                            | JMW Motorsport                                  | Résultats |
| 5  | 4 Heures de Spa           | Ben Hanley Henrik Hedman Nicolas Lapierre       | Eric Trouillet Paul Petit Enzo Guibbert          | Andrea Bertolini Rory Butcher (en) Robert Smith | Résultats |
| 6  | 4 Heures d'Estoril        | G-Drive Racing                                  | M.Racing - YMR                                   | Aston Martin Racing                             | Résultats |
| 6  | 4 Heures d'Estoril        | Simon Dolan Giedo van der Garde Harry Tincknell | Alexandre Cougnaud Yann Ehrlacher Thomas Laurent | Andrew Howard Alex MacDowall Darren Turner      | Résultats |

## Classements

### Attribution des points
| Système des points | Système des points | Système des points | Système des points | Système des points | Système des points | Système des points | Système des points | Système des points | Système des points | Système des points | Système des points |
| Position           | 1er                | 2e                 | 3e                 | 4e                 | 5e                 | 6e                 | 7e                 | 8e                 | 9e                 | 10e                | Au-delà            |
| ------------------ | ------------------ | ------------------ | ------------------ | ------------------ | ------------------ | ------------------ | ------------------ | ------------------ | ------------------ | ------------------ | ------------------ |
| Points             | 25                 | 18                 | 15                 | 12                 | 10                 | 8                  | 6                  | 4                  | 2                  | 1                  | 0.5                |

### Championnats pilotes

#### Championnat pilotes LMP2
| Pos. | Pilote                                          | Équipe                | SIL | IMO | RBR | LEC | SPA | EST | Total |
| ---- | ----------------------------------------------- | --------------------- | --- | --- | --- | --- | --- | --- | ----- |
| 1    | Simon Dolan Giedo van der Garde Harry Tincknell | G-Drive Racing        | 1   | 2   | 3   | 5   | 5   | 1   | 103   |
| 2    | Mathias Beche Pierre Thiriet                    | Thiriet by TDS Racing | Ret | 1   | 1   | 1   | 3   | 8   | 96    |
| 3    | Stefano Coletti Andreas Wirth (en)              | SMP Racing            | 2   | 4   | 4   | 2   | 6   | 3   | 83    |
| 4    | Ben Hanley Henrik Hedman Nicolas Lapierre       | DragonSpeed           | Ret | 3   | Ret | 3   | 1   | 2   | 76    |
| 5    | Ryō Hirakawa                                    | Thiriet by TDS Racing | Ret | 1   | 1   |     | 3   | 8   | 70    |
| 6    | Julián Leal                                     | SMP Racing            | 2   | 4   | 4   | 2   |     |     | 60    |
| 7    | Tristan Gommendy                                | Eurasia Motorsport    | Ret | 5   | 2   | 4   | Ret | 5   | 50    |
| 8    | Nick de Bruijn                                  | Eurasia Motorsport    | Ret | 5   | 2   | 4   | Ret |     | 40    |
| 9    | Niclas Jönsson                                  | Krohn Racing          | 4   | 6   | 9   | 8   | 10  | 4   | 39    |
| 10   | Memo Rojas Julien Canal                         | Greaves Motorsport    | 8   | 8   | 6   | 6   | 4   | Ret | 36    |
| 11   | Pu Jun Jin (en)                                 | Eurasia Motorsport    | Ret | 5   | 2   | 4   | Ret |     | 28    |
| 11   | Nathanaël Berthon                               | Greaves Motorsport    |     |     | 6   | 6   | 4   | Ret | 28    |

| Couleur | Résultat                     |
| ------- | ---------------------------- |
| Or      | Vainqueur                    |
| Argent  | 2e place                     |
| Bronze  | 3e place                     |
| Vert    | Terminé, dans les points     |
| Bleu    | Terminé, pas dans les points |
| Violet  | Abandon (Ab.) ou (Ret)       |
| Violet  | Non classé (NC)              |
| Rouge   | Pas qualifié (DNQ)           |
| Noir    | Disqualifié (DSQ)            |
| Blanc   | Pas au départ (DNS)          |
| Blanc   | Forfait (WD)                 |
| Blanc   | N'a pas participé (DNP)      |
| Blanc   | Blessé (INJ)                 |
| Blanc   | Exclu (EX)                   |
| Blanc   | Course annulée (C)           |

#### Championnat pilotes LMP3
| Pos. | Pilote                                           | Équipe                    | SIL | IMO | RBR | LEC | SPA | EST | Total |
| ---- | ------------------------------------------------ | ------------------------- | --- | --- | --- | --- | --- | --- | ----- |
| 1    | Alex Brundle Christian England Mike Guasch       | United Autosports         | 1   | 1   | 1   | 3   | 2   | 11  | 109.5 |
| 2    | Paul Petit Eric Trouillet                        | Graff                     | 3   | Ret | 4   | 1   | 1   | 3   | 93    |
| 3    | Enzo Guibbert                                    | Graff                     | 3   | Ret |     | 1   | 1   | 3   | 81    |
| 4    | David Hallyday Dino Lunardi                      | Duqueine Engineering      | 4   | 4   | 2   | 2   | Ret | 9   | 62    |
| 5    | Matthew Bell Wayne Boyd Mark Patterson           | United Autosports         | 2   | 7   | 14  | 11  | 3   | 2   | 59    |
| 6    | David Droux                                      | Duqueine Engineering      |     | 4   | 2   | 2   | Ret | 9   | 50    |
| 7    | Ross Kaiser James Swift Terrence Woodward        | 360 Racing                | 5   | 9   | 3   | 5   | 5   | Ret | 48    |
| 8    | Alexandre Cougnaud Yann Ehrlacher Thomas Laurent | M.Racing - YMR            | Ret | 5   | 10  | Ret | Ret | 1   | 36    |
| 9    | Éric Debard Simon Gachet Valentin Moineault      | Panis-Barthez Compétition | 7   | 3   | 8   | 8   |     | Ret | 30.5  |

#### Championnat pilotes GTE
| Pos. | Pilote                                            | Équipe              | SIL | IMO | RBR | LEC | SPA | EST | Total |
| ---- | ------------------------------------------------- | ------------------- | --- | --- | --- | --- | --- | --- | ----- |
| 1    | Andrew Howard Alex MacDowall Darren Turner        | Aston Martin Racing | 1   | 5   | 4   | 3   | 5   | 1   | 98    |
| 2    | Andrea Bertolini Rory Butcher (en) Robert Smith   | JMW Motorsport      | EX  | 2   | 1   | 1   | 1   | Ret | 93    |
| 3    | Alexander Talkanitsa Jr. Alexander Talkanitsa Sr. | AT Racing           | 2   | 3   | 3   | 4   | Ret | 2   | 79    |
| 4    | Mike Hedlund Wolf Henzler                         | Proton Competition  | 8   | 1   | 6   | 6   | 4   | 6   | 66    |
| 5    | Alessandro Pier Guidi                             | AT Racing           | 2   |     | 3   | 4   | Ret | 2   | 64    |
| 6    | Duncan Cameron Matt Griffin Aaron Scott           | AF Corse            | 4   | 6   | 8   | 5   | 3   | 3   | 64    |
| 7    | Christian Ried Gianluca Roda                      | Proton Competition  | 6   | 4   | 5   | Ret | 2   | 5   | 60    |
| 8    | Rui Águas Marco Cioci Piergiuseppe Perazzini      | AF Corse            | 7   | 7   | 2   | Ret | 6   | 4   | 50    |
| 9    | Johnny Laursen Mikkel Mac                         | Formula Racing      | 5   | DNS | 7   | 2   | 7   | Ret | 40    |
| 10   | Marco Seefried                                    | Proton Competition  | 8   |     | 6   | 6   | 4   | 6   | 40    |
| 11   | Matteo Cairoli                                    | Proton Competition  |     |     | 5   |     | 2   |     | 29    |
| 12   | Robert Renauer (de)                               | Proton Competition  |     | 1   |     |     |     |     | 26    |
| 13   | Christina Nielsen                                 | Formula Racing      | 5   | DNS | 7   |     | 7   |     | 22    |
| 14   | Mikkel Jensen                                     | Formula Racing      |     |     |     | 2   |     |     | 18    |
| 15   | Roald Goethe Stuart Hall Richie Stanaway          | Aston Martin Racing | 3   |     |     |     |     |     | 16    |
| 16   | Davide Rigon                                      | AT Racing           |     | 3   |     |     |     |     | 15    |
| 17   | Klaus Bachler                                     | Proton Competition  |     | 4   |     |     |     |     | 12    |
| 18   | Ben Barker                                        | Proton Competition  |     |     |     |     |     | 5   | 11    |
| 19   | Richard Lietz                                     | Proton Competition  |     | 6   |     |     |     |     | 8     |
| 20   | David Jahn                                        | Proton Competition  |     |     |     | Ret |     |     | 0     |

### Championnats équipes

#### Championnat équipes LMP2

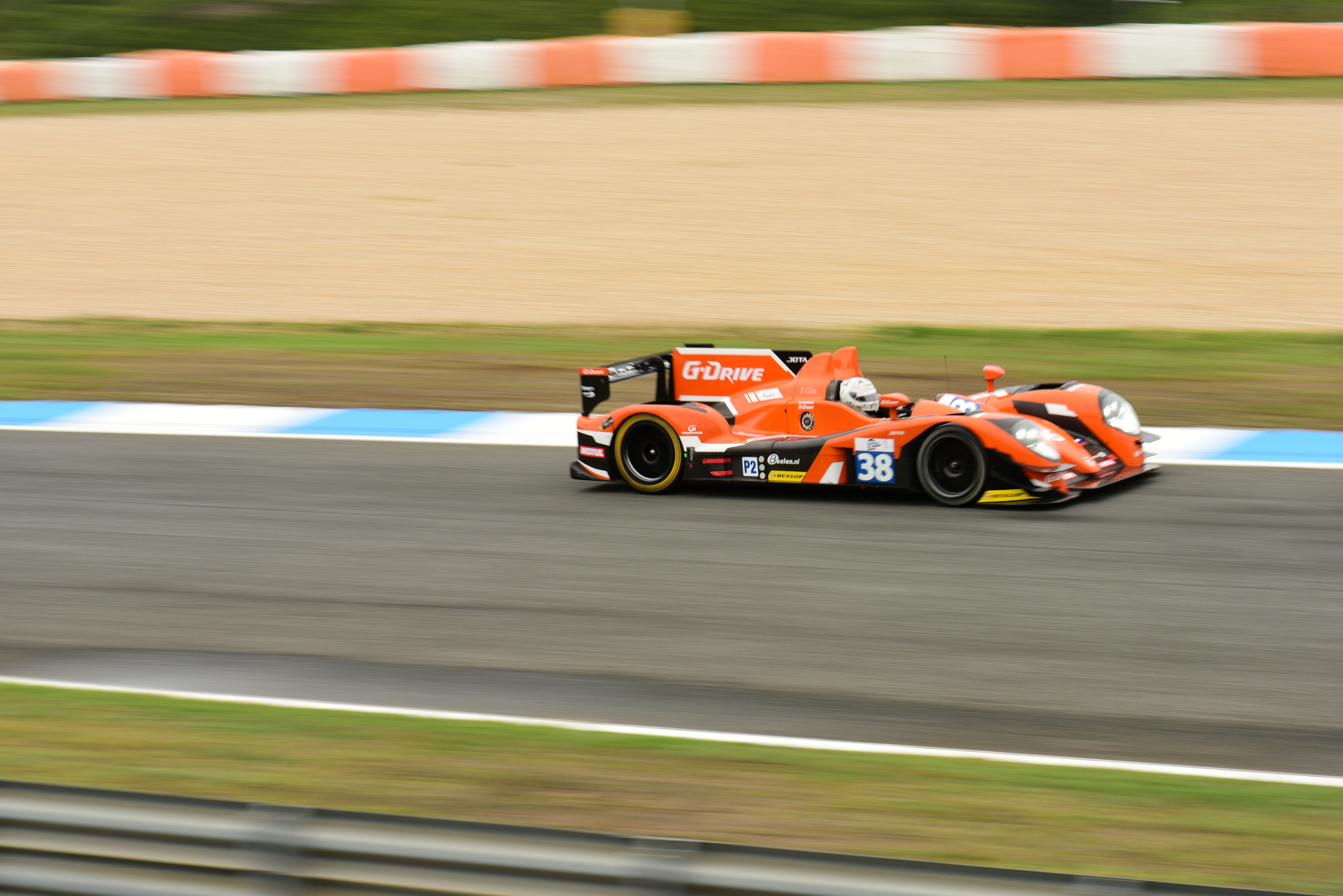
La Gibson 015S de l'écurie G-Drive Racing aux 4 Heures d'Estoril

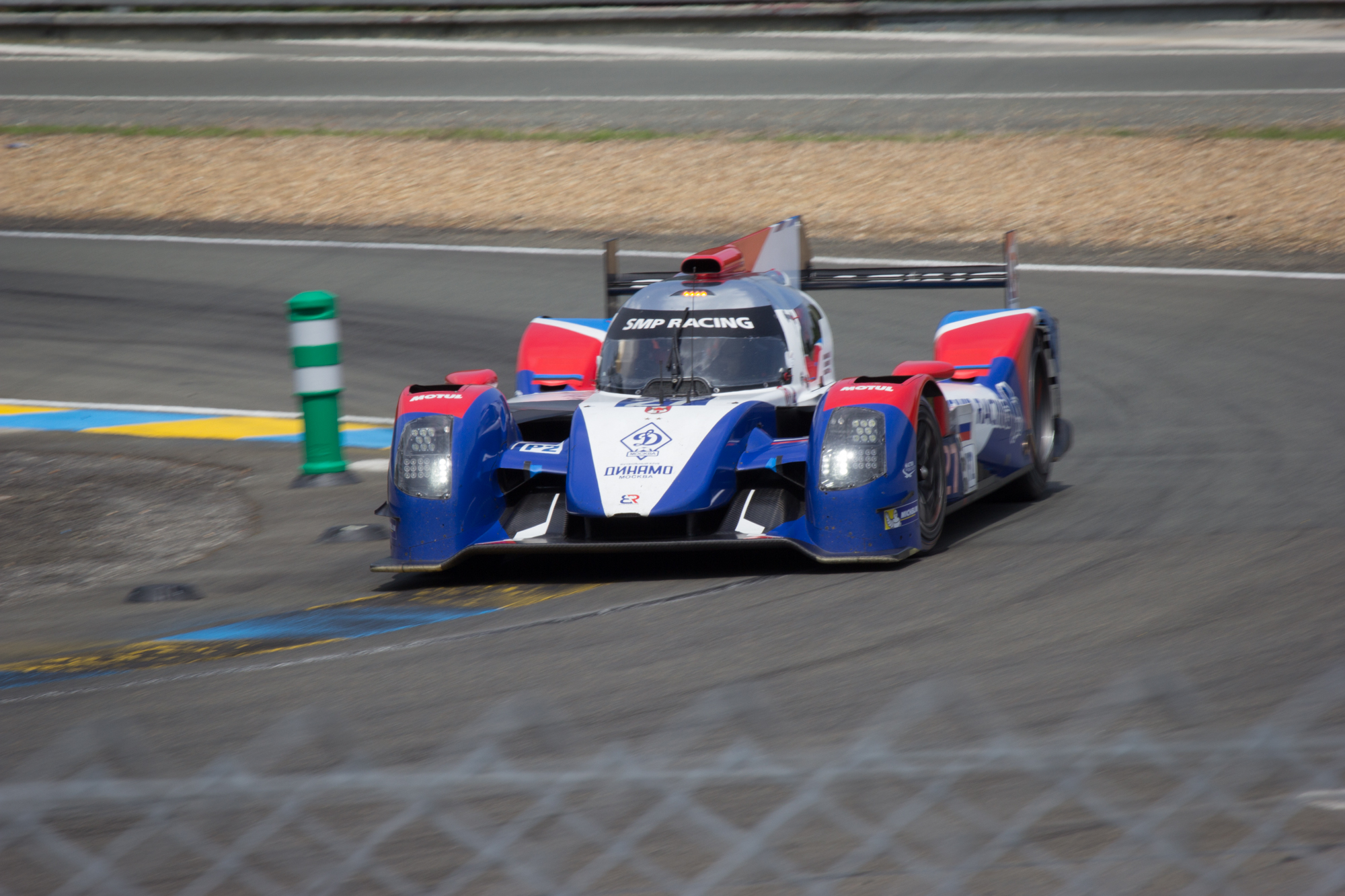
BR Engineering BR01 de l'écurie SMP Racing

| Pos. | Pilote                           | Équipe              | SIL | IMO | RBR | LEC | SPA | EST | Total |
| ---- | -------------------------------- | ------------------- | --- | --- | --- | --- | --- | --- | ----- |
| 1    | No. 38 G-Drive Racing            | Gibson 015S         | 1   | 2   | 3   | 5   | 5   | 1   | 103   |
| 2    | No. 46 Thiriet by TDS Racing     | Oreca 05            | Ret | 1   | 1   | 1   | 3   | 8   | 96    |
| 3    | No. 32 SMP Racing                | BR Engineering BR01 | 2   | 4   | 4   | 2   | 6   | 3   | 83    |
| 4    | No. 21 DragonSpeed               | Oreca 05            | Ret | 3   | Ret | 3   | 1   | 2   | 76    |
| 5    | No. 33 Eurasia Motorsport        | Oreca 05            | Ret | 5   | 2   | 4   | Ret | 5   | 50    |
| 6    | No. 40 Krohn Racing              | Ligier JS P2        | 4   | 6   | 9   | 8   | 10  | 4   | 39    |
| 7    | No. 41 Greaves Motorsport        | Ligier JS P2        | 8   | 8   | 6   | 6   | 4   | Ret | 36    |
| 8    | No. 23 Panis-Barthez Compétition | Ligier JS P2        | 9   | 7   | 7   | 11  | 7   | 7   | 27,5  |
| 9    | No. 25 Algarve Pro Racing        | Ligier JS P2        | 10  | Ret | 5   | 7   | 9   |     | 19    |
| 10   | No. 28 IDEC Sport Racing         | Ligier JS P2        | 7   | Ret |     | 10  | 8   | 6   | 19    |
| 11   | No. 47 Team WRT                  | Ligier JS P2        |     |     |     |     | 2   |     | 18    |
| 12   | No. 22 SO24! By Lombard Racing   | Ligier JS P2        | 3   | 11  |     |     |     |     | 15,5  |
| 13   | No. 44 SMP Racing                | BR Engineering BR01 | 5   |     |     |     |     |     | 10    |
| 14   | No. 34 Race Performance          | Oreca 03R           | 6   | 9   |     |     |     |     | 10    |
| 15   | No. 48 Murphy Prototypes         | Oreca 03R           | 11  | 10  | 8   | 9   | Ret |     | 7,5   |
| 16   | No. 29 Pegasus Racing            | Morgan LMP2         | Ret | 12  | Ret | 12  | Ret | EX  | 1     |

| Couleur | Résultat                     |
| ------- | ---------------------------- |
| Or      | Vainqueur                    |
| Argent  | 2e place                     |
| Bronze  | 3e place                     |
| Vert    | Terminé, dans les points     |
| Bleu    | Terminé, pas dans les points |
| Violet  | Abandon (Ab.) ou (Ret)       |
| Violet  | Non classé (NC)              |
| Rouge   | Pas qualifié (DNQ)           |
| Noir    | Disqualifié (DSQ)            |
| Blanc   | Pas au départ (DNS)          |
| Blanc   | Forfait (WD)                 |
| Blanc   | N'a pas participé (DNP)      |
| Blanc   | Blessé (INJ)                 |
| Blanc   | Exclu (EX)                   |
| Blanc   | Course annulée (C)           |

#### Championnat équipe LMP3

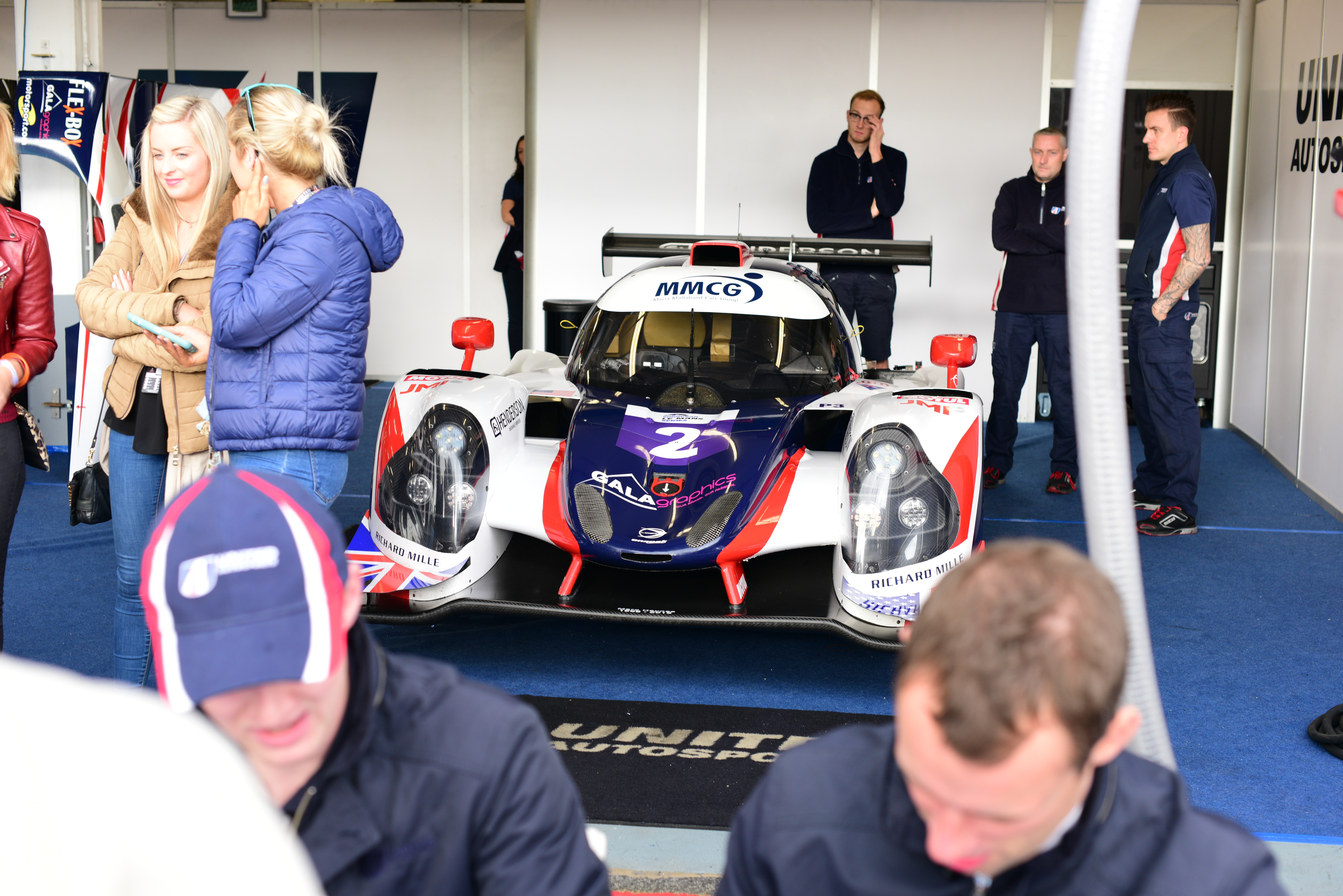
La Ligier JS P3 no 2 de l'écurie United Autosports aux 4 Heures d'Estoril

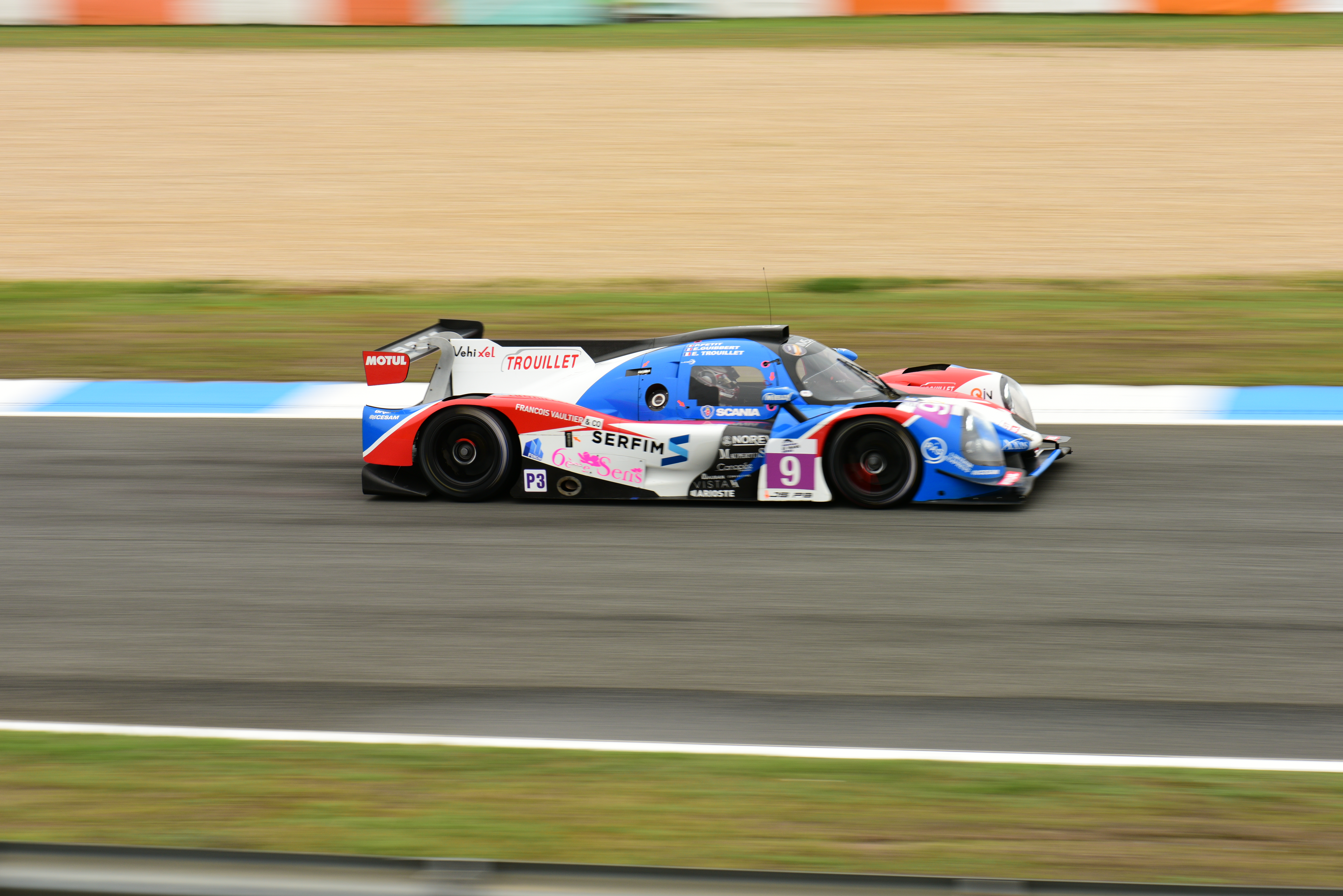
La Ligier JS P3 no 9 de l'écurie Graff aux 4 Heures d'Estoril

| Pos. | Pilote                           | Équipe            | SIL | IMO | RBR | LEC | SPA | EST | Total |
| ---- | -------------------------------- | ----------------- | --- | --- | --- | --- | --- | --- | ----- |
| 1    | No. 2 United Autosports          | Ligier JS P3      | 1   | 1   | 1   | 3   | 2   | 11  | 109,5 |
| 2    | No. 9 Graff                      | Ligier JS P3      | 3   | EX  | 4   | 1   | 1   | 3   | 93    |
| 3    | No. 19 Duqueine Engineering      | Ligier JS P3      | 4   | 4   | 2   | 2   | Ret | 9   | 62    |
| 4    | No. 3 United Autosports          | Ligier JS P3      | 2   | 7   | 14  | 11  | 3   | 2   | 59    |
| 5    | No. 6 360 Racing                 | Ligier JS P3      | 5   | 9   | 3   | 5   | 5   | Ret | 48    |
| 6    | No. 18 M.Racing - YMR            | Ligier JS P3      | Ret | 5   | 10  | Ret | Ret | 1   | 36    |
| 7    | No. 16 Panis-Barthez Compétition | Ligier JS P3      | 7   | 3   | 8   | 8   | 11  | Ret | 30,5  |
| 8    | No. Ultimate                     | Ligier JS P3      | 11  | 10  | Ret | 4   | 4   | 14  | 26    |
| 9    | No. 10 Graff                     | Ligier JS P3      | 13  | Ret | 7   | Ret | 7   | 4   | 24,5  |
| 10   | No. 13 Inter Europol Competition | Ligier JS P3      | Ret | 15  | Ret | 7   | 6   | 5   | 24,5  |
| 11   | No. 8 Race Performance           | Ligier JS P3      | 6   | 13  | 6   | Ret | Ret | 7   | 22,5  |
| 12   | No. 11 Eurointernational         | Ligier JS P3      | Ret | 2   | Ret | Ret |     | Ret | 18    |
| 13   | No. 15 RLR Msport                | Ligier JS P3      | 8   | 6   | 15  | Ret | 8   | 10  | 17,5  |
| 14   | No. 12 Eurointernational         | Ligier JS P3      |     | 8   | 9   | 9   |     | 6   | 16    |
| 15   | No. 24 OAK Racing                | Ligier JS P3      | 9   | 17  | 5   | 15  | 13  | 13  | 14    |
| 16   | No. 26 Tockwith Motorsports      | Ligier JS P3      |     |     |     | 6   | 12  |     | 9,5   |
| 17   | No. 7 Villorba Corse             | Ligier JS P3      | Ret | 16  | 12  | 10  | 9   | 8   | 8     |
| 18   | No. 20 Duqueine Engineering      | Ligier JS P3      | 10  | 11  | 11  | 13  | 10  | Ret | 3,5   |
| 19   | No. 4 OAK Racing                 | Ligier JS P3      | 12  | 14  | 16  | 12  | 14  | 12  | 3     |
| 20   | No. 5 By Speed Factory           | Ligier JS P3      | Ret | Ret | 13  | 14  | Ret |     | 1     |
| 21   | No. 14 MurphyP3-3Dimensional.com | Ginetta-Juno LMP3 | Ret |     |     |     |     |     | 0,5   |
| 21   | No. 14 MurphyP3-3Dimensional.com | Ligier JS P3      |     | 12  |     |     |     |     | 0,5   |

#### Championnat équipes GTE

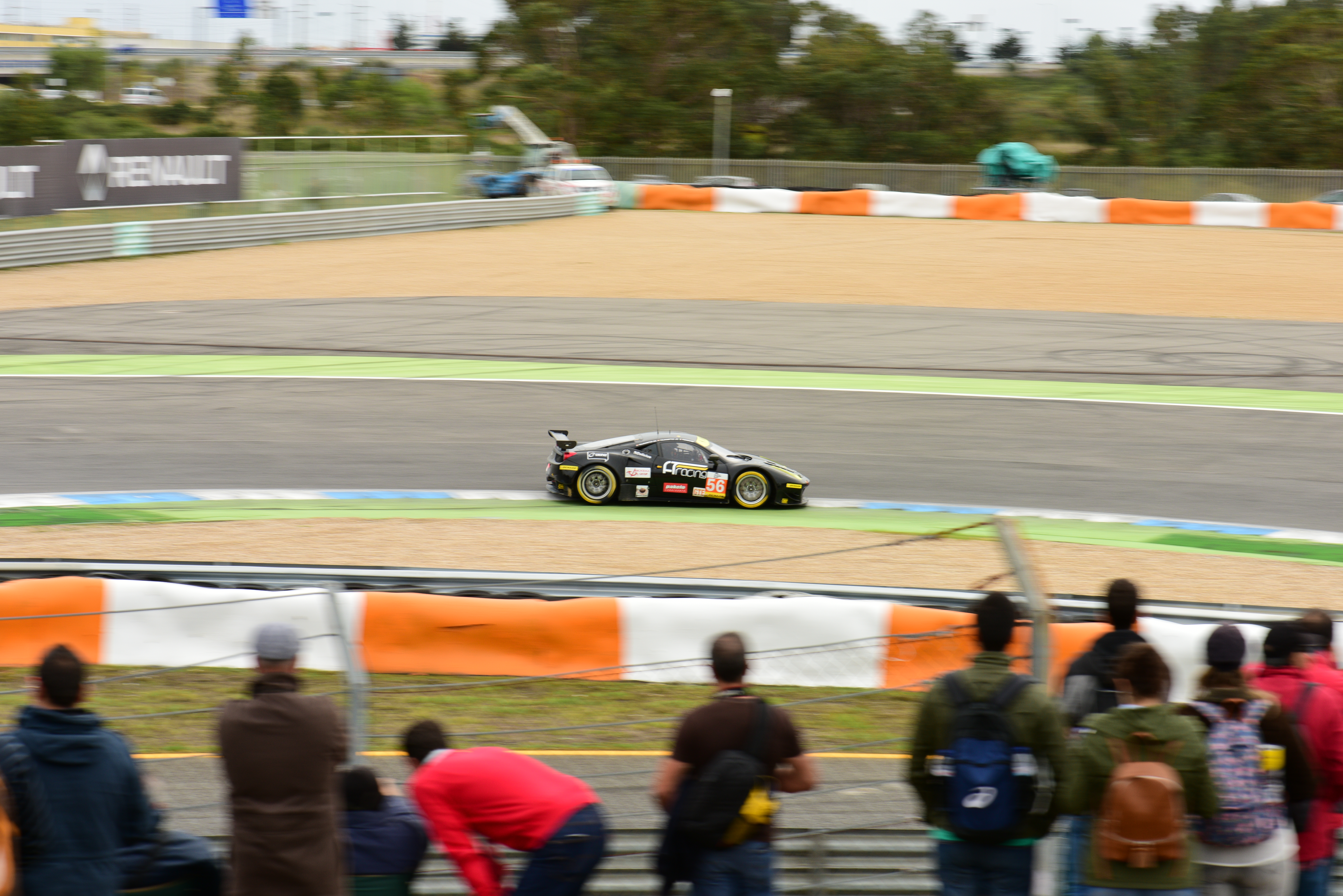
La Ferrari 458 Italia GT2 no 56 de l'écurie AT Racing aux 4 Heures d'Estoril

| Pos. | Pilote                     | Équipe                   | SIL | IMO | RBR | LEC | SPA | EST | Total |
| ---- | -------------------------- | ------------------------ | --- | --- | --- | --- | --- | --- | ----- |
| 1    | No. 99 Aston Martin Racing | Aston Martin Vantage GTE | 1   | 5   | 4   | 3   | 5   | 1   | 98    |
| 2    | No. 66 JMW Motorsport      | Ferrari 458 Italia GT2   | EX  | 2   | 1   | 1   | 1   | Ret | 93    |
| 3    | No. 56 AT Racing           | Ferrari 458 Italia GT2   | 2   | 3   | 3   | 4   | Ret | 2   | 79    |
| 4    | No. 77 Proton Competition  | Porsche 911 RSR          | 8   | 1   | 6   | 6   | 4   | 6   | 66    |
| 5    | No. 55 AF Corse            | Ferrari 458 Italia GT2   | 4   | 6   | 8   | 5   | 3   | 3   | 64    |
| 6    | No. 88 Proton Competition  | Porsche 911 RSR          | 6   | 4   | 5   | Ret | 2   | 5   | 60    |
| 7    | No. 51 AF Corse            | Ferrari 458 Italia GT2   | 7   | 7   | 2   | Ret | 6   | 4   | 50    |
| 8    | No. 60 Formula Racing      | Ferrari 458 Italia GT2   | 5   | DNS | 7   | 2   | 7   | Ret | 40    |
| 9    | No. 96 Aston Martin Racing | Aston Martin Vantage GTE | 3   |     |     |     |     |     | 16    |